# Copa SheBelieves 2017
La Copa SheBelieves 2017 fue la segunda edición de la Copa SheBelieves, un torneo femenino de fútbol celebrado en los Estados Unidos y al que se accede por invitación. Se llevó a cabo entre el 1 y 7 de marzo de 2017.

## Equipos
| Equipo         | FIFA Rankings (diciembre de 2016) |
| -------------- | --------------------------------- |
| Estados Unidos | 1                                 |
| Alemania       | 2                                 |
| Francia        | 3                                 |
| Inglaterra     | 5                                 |

## Formato
Los cuatro equipos invitados jugarán un todos contra todos.
Los puntos obtenidos en la fase de grupos seguirán la fórmula estándar de tres puntos para una victoria, un punto para un empate y cero puntos para una derrota.

## Resultados
El calendario fue anunciado en diciembre de 2016.
| Pos. | Equipo             | Pts. | PJ | G | E | P | GF | GC | Dif. |
| ---- | ------------------ | ---- | -- | - | - | - | -- | -- | ---- |
| 1    | Francia (C)        | 7    | 3  | 2 | 1 | 0 | 5  | 1  | +4   |
| 2    | Alemania           | 4    | 3  | 1 | 1 | 1 | 1  | 1  | 0    |
| 3    | Inglaterra         | 3    | 3  | 1 | 0 | 2 | 2  | 3  | −1   |
| 4    | Estados Unidos (H) | 3    | 3  | 1 | 0 | 2 | 1  | 4  | −3   |

 Fuente: US Soccer
| 1 de marzo de 2017 | Inglaterra | 1–2     | Francia                  | Talen Energy Stadium, Chester, Pensilvania            |                                                       |
|                    | Nobbs 32'  | Reporte | Delie 80' · Renard 90+5' | Asistencia: 8616 espectadores Árbitra: Melissa Borjas | Asistencia: 8616 espectadores Árbitra: Melissa Borjas |

| 1 de marzo de 2017 | Estados Unidos | 1–0     | Alemania | Talen Energy Stadium, Chester, Pensilvania                  |                                                             |
|                    | Williams 56'   | Reporte |          | Asistencia: 16 318 espectadores Árbitra: Carol-Anne Chenard | Asistencia: 16 318 espectadores Árbitra: Carol-Anne Chenard |

| 4 de marzo de 2017 | Francia | 0–0     | Alemania | Red Bull Arena, Harrison, Nueva Jersey             |                                                    |
|                    |         | Reporte |          | Asistencia: 10 000 espectadores Árbitra: Karen Abt | Asistencia: 10 000 espectadores Árbitra: Karen Abt |

| 4 de marzo de 2017 | Estados Unidos | 0–1     | Inglaterra | Red Bull Arena, Harrison, Nueva Jersey                      |                                                             |
|                    |                | Reporte | White 89'  | Asistencia: 26 500 espectadores Árbitra: Quetzalli Alvarado | Asistencia: 26 500 espectadores Árbitra: Quetzalli Alvarado |

| 7 de marzo de 2017 | Alemania   | 1–0     | Inglaterra | Estadio RFK, Washington D. C.                         |                                                       |
|                    | Mittag 44' | Reporte |            | Asistencia: 10 000 espectadores Árbitra: Michelle Pye | Asistencia: 10 000 espectadores Árbitra: Michelle Pye |

| 7 de marzo de 2017 | Estados Unidos | 0–3     | Francia                              | Estadio RFK, Washington D. C.                                  |                                                                |
|                    |                | Reporte | Abily 8' (pen.), 63' · Le Sommer 10' | Asistencia: 21 638 espectadores Árbitra: Marie-Soleil Beaudoin | Asistencia: 21 638 espectadores Árbitra: Marie-Soleil Beaudoin |

|                             |
| Bandera de Francia          |
| Campeón Francia 1.er título |

## Goleadoras
2 goles
- Camille Abily

1 gol
- Ellen White
- Jordan Nobbs
- Eugénie Le Sommer
- Marie-Laure Delie
- Wendie Renard
- Anja Mittag
- Lynn Williams